# Torneo Top 4 2004
El Torneo Top 4 2004 fue la cuarta edición del Torneo Top 4. Se disputó en la ciudad de Santa Fe, Argentina, entre el 17 y 19 de diciembre de 2004 en el Estadio de la Universidad Tecnológica. 
Se coronó como campeón el club Boca Juniors.

## Clasificación
Para determinar los ocho equipos participantes del torneo se tuvo en cuenta la primera fase de la Liga Nacional de Básquet 2004-05, de modo tal que el Top 4 reunió a los 2 primeros de la Zona Norte y los 2 primeros de la Zona Sur.
- Zona Norte.
  - Libertad de Sunchales.
  - Ben Hur.

- Zona Sur.
  - Boca Juniors.
  - River Plate.

## Desarrollo del torneo
La cuarta edición se realizó en el Estadio de la Universidad Tecnológica Nacional de la Ciudad de Santa Fe entre el 17 y 19 de diciembre de 2004, participando los cuatro mejores de la primera fase de la Liga Nacional de Básquet 2004-05 y coronándose como campeón Boca Juniors.
| Fecha                   | Equipo       | Marcador | Equipo       |
| ----------------------- | ------------ | -------- | ------------ |
| 17 de diciembre de 2004 | Ben Hur      | 91-83    | River Plate  |
| 17 de diciembre de 2004 | Boca Juniors | 90-70    | Libertad     |
| 18 de diciembre de 2004 | Ben Hur      | 80-59    | Libertad     |
| 18 de diciembre de 2004 | Boca Juniors | 79-75    | River Plate  |
| 19 de diciembre de 2004 | Ben Hur      | 81-82    | Boca Juniors |
| 19 de diciembre de 2004 | Libertad     | 73-78    | River Plate  |

| Pos. | Equipo       | Pts | PJ | PG | PP | PF  | PC  | Dif |
| ---- | ------------ | --- | -- | -- | -- | --- | --- | --- |
| 1.   | Boca Juniors | 6   | 3  | 3  | 0  | 251 | 226 | +25 |
| 2.   | Ben Hur      | 5   | 3  | 2  | 1  | 252 | 224 | +28 |
| 3.   | River Plate  | 4   | 3  | 1  | 2  | 236 | 243 | +7  |
| 4.   | Libertad (S) | 3   | 3  | 0  | 3  | 202 | 248 | -46 |

Boca Juniors

Campeón

Primer título